# Etherboot
Etherboot ist eine GPL-lizenzierte freie Software, um Computer ohne lokales Boot-Medium direkt vom Netzwerk zu starten. Etherboot ist eine quelloffene Alternative zu proprietären PXE-Implementationen; die Entwicklung des Projekts ab Sommer 2006 heißt gPXE und wurde im Jahr 2010 eingestellt. Anwender sollten in Folge auf das Projekt iPXE umsteigen.
Etherboot selbst wird entweder von einem lokalen Massenspeicher (Diskette, USB-Massenspeicher oder CD-ROM) gestartet oder in das BIOS des Clients installiert. Eine lokale Festplatte wird nicht benötigt; hierdurch wird der Aufbau geräuschloser Thin-Clients vereinfacht.

## Anwendungsszenario
In der Anwendung sind mindestens zwei Komponenten beteiligt, der Client und der Server. Der Client startet Etherboot von einem beliebigen lokalen Speichermedium. Etherboot initialisiert das Netzwerk-Interface und stellt die Verbindung zu einem BOOTP Server her. Verbreitet sind hier DHCP Server, deren Funktionsumfang abwärtskompatibel zu BOOTP ist. Anschließend wird das Boot-Image über eines der unterstützten Protokolle (TFTP oder HTTP) vom Server in den Hauptspeicher des Clients geladen und gestartet. Betriebssysteme, die keine explizite Unterstützung für den Netzwerk-Bootprozess zur Verfügung stellen, können über die ebenfalls unterstützten Protokolle iSCSI oder AoE bedient werden.
Wenn HTTP oder TFTP genutzt wird, stellt der Server ein für diesen Zweck geeignetes Betriebssystem-Image zur Verfügung. Bei der Nutzung von iSCSI und AoE wird kein angepasstes Image verwendet; das System wird auf dem SAN fertig installiert und wie von einem lokalen Laufwerk gestartet. Voraussetzung ist eine Unterstützung des betreffenden Protokolls durch das gebootete Betriebssystem.